# ジェス・マーカ
ジェス・マーカ（Jess Maca、1971年12月24日 - ）は、フィリピン・ボホール島出身の元プロボクサー。第35代OPBF東洋太平洋バンタム級王者。

## 来歴
1990年2月17日、プロデビュー。勝ち負けを繰り返しながらキャリアを積み、1998年5月9日、中村正彦を判定で破り52戦目にして東洋太平洋バンタム級王座を獲得。
同王座は後の世界王者である川嶋勝重との１戦を含む7度防衛(うち6度が日本人選手の挑戦を受けたもの)。
2002年11月24日、名古屋国際会議場にて菅原雅兼とノンタイトル戦を行い判定負け。明らかな地元判定によるもので、勝者とされた菅原が悔し涙を流した。
2003年5月18日、8度目の防衛戦で長谷川穂積と対戦し2-1の判定負け。5年間保持した東洋太平洋バンタム級王座を手放した。
その後もリングに上がり続けたが、2007年7月1日、サーシャ・バクティンに8ラウンドTKO負けを喫したのが引退試合となった。

## 獲得タイトル
- フィリピン（GAB）バンタム級王座（防衛4）
- 第35代OPBF東洋太平洋バンタム級王座（防衛7）